# Карлес Бускетс
Карлес Бускетс (ісп. Carles Busquets, нар. 19 липня 1967, Барселона) — іспанський футболіст, що грав на позиції воротаря, зокрема, за клуб «Барселона».
Триразовий володар Кубка Іспанії з футболу. П'ятиразовий чемпіон Іспанії. Чотириразовий володар Суперкубка Іспанії з футболу. Володар Кубка чемпіонів УЄФА. Дворазовий володар Суперкубка УЄФА. Володар Кубка Кубків УЄФА. 
Батько Серхіо Бускетса, півзахисника «Барселони» і збірної Іспанії 2010-х.

## Ігрова кар'єра
Народився 19 липня 1967 року в місті Барселона. Вихованець футбольної школи клубу «Барселона».
Після багаторічних виступів за третю і другу команди каталонського клубу 1990 року почав потрапляти до заявки головної команди «Барселони».  Проте спочатку був резервистом Андоні Субісаррети, ставши регулярно виходити на поле лише в сезоні 1994/95, коли останній залишив каталонську команду. Також був основним вибором тренерського штабу й у сезоні 1995/96, після чого був витіснений з основного складу придбаним 1996 року голкіпером збірної Португалії Вітором Баїєю.
Загалом відіграв за каталонський клуб дев'ять сезонів своєї ігрової кар'єри. За цей час двічі виборював титул володаря Кубка Іспанії з футболу, ставав чемпіоном Іспанії (п'ять разів), володарем Суперкубка Іспанії з футболу (чотири рази), володарем Кубка чемпіонів УЄФА, володарем Суперкубка УЄФА (двічі), володарем Кубка Кубків УЄФА.
Завершив професійну ігрову кар'єру у клубі «Льєйда», за команду якого виступав протягом 1999—2003 років.

## Титули і досягнення
- Володар Кубка Іспанії з футболу (3):

«Барселона»:  1989-1990, 1996-1997, 1997-1998
- Чемпіон Іспанії (5):

«Барселона»:  1990-1991, 1991-1992, 1992-1993, 1993-1994, 1997-1998
- Володар Суперкубка Іспанії з футболу (4):

«Барселона»:  1991, 1992, 1994, 1996
- Володар Кубка чемпіонів УЄФА (1):

«Барселона»:  1991-1992
- Володар Суперкубка УЄФА (2):

«Барселона»:  1992, 1997
- Володар Кубка Кубків УЄФА (1):

«Барселона»:  1996-1997